# Aeroporto di Mirnyj
L'aeroporto di Mirnyj è un aeroporto situato a 4 km ad est dal centro della città di Mirnyj, nella Repubblica Autonoma della Sacha-Jacuzia, in Russia.

## Storia
- Aprile 1971 - la creazione del Distaccamento Aereo Unito di Mirnyj con la costruzione della pista aeroportuale per l'atterraggio/decollo degli aerei Antonov An-12, Ilyushin Il-18, Ilyushin Il-76, Tupolev Tu-134, Tupolev Tu-154 tutto l'anno, Antonov An-22, Ilyushin Il-62 nel periodo invernale.
- Anni 70 - la ricostruzione degli aeroporti di Poljarnyj, Saskylach, Ajchal, Lensk, Vitim, Anabar. L'apertura dei voli di linea per le città di Novosibirsk, Omsk, Irkutsk.
- 1991 - la creazione della compagnia aerea russa Alrosa Mirnyj Air Enterprise sulla base del Distaccameno Aereo Unito di Mirnyj.[2]
- 8 agosto 2013 - la Yakutavia ha effettuato il primo volo di linea sulla rotta Jakutsk - Mirnyj - Jakutsk col aereo Bombardier Q400.

## Strategia
L'Aeroporto di Mirnyj è la base tecnica della compagnia aerea russa Alrosa Mirnyj Air Enterprise.

## Dati tecnici
L'aeroporto offre un'operatività di 24 ore su 24 e può gestire aerei di medie dimensioni. È utilizzato anche come scalo di emergenza per le rotte polari tra Asia e Nord America.

## Scalo d'emergenza ETOPS
L'aeroporto di Mirnyj uno scalo d'emergenza (in inglese: Diversion airport), per gli aerei di lungo raggio con due motori (in inglese: Twinjet) (Airbus A300, Airbus A310, Airbus A330, Boeing 737, Boeing 757, Boeing 767, Boeing 777, Gulfstream V G500/G550, Gulfstream IV G350/G450) che compiono le rotte transcontinentali transpolari № 3 e № 4 dall'Asia (Hong Kong, Delhi) per America del Nord (New York, Vancouver). Secondo la regola ETOPS in ogni momento del volo di un aereo bimotore nel raggio di 180-207 minuti devono essere gli aeroporti d'emergenza, gli aeroporti russi di Mirnyj, Chatanga, Noril'sk, Pevek, Poljarnyj, Irkutsk, Jakutsk, Bratsk, Blagoveščensk, Salechard, Tiksi, Čul'man fanno parte degli aeroporti d'emergenza per soddisfare i requisiti ETOPS.